# Roy Romer
Roy Rudolf Romer, född 31 oktober 1928 i Garden City, Kansas, är en amerikansk demokratisk politiker. Romer var guvernör i delstaten Colorado 1987–1999.
Romer avlade 1950 kandidatexamen i jordbruksekonomi vid Colorado A&M. Han avlade sedan 1952 juristexamen vid University of Colorado.
Romer var delstatens finansminister (Colorado State Treasurer) 1977–1987. Han efterträdde Richard Lamm som guvernör i januari 1987. Han ledde demokraternas federala partistyrelse Democratic National Committee tillsammans med Steven Grossman 1997–1999. Romers titel var general chairman och Grossmans national chairman. Romer var guvernör i Colorado i tolv år. Han efterträddes 1999 som guvernör av Bill Owens.
Roy Romer är far till nationalekonomen Paul Romer.